# Stecher

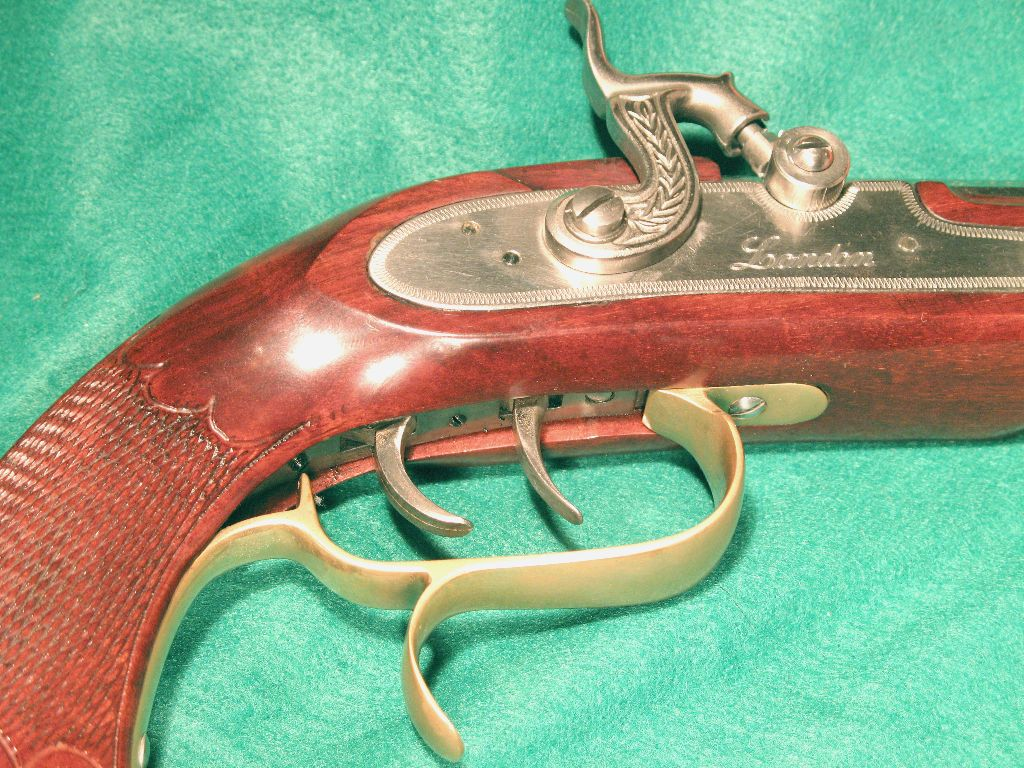
Stecherabzug einer Vorderladerpistole, hinteres Züngel zum Einstechen (Spannen) des Stechers, vorderes Züngel löst den Schuss aus

Als Stecher, auch Stechschloß oder Stecherabzug, bezeichnet man einen Abzug an Feuerwaffen, der extrem empfindlich reagiert. Die kleinste Berührung reicht und der Schuss „bricht“, d. h., er wird ausgelöst. In der Regel hat eine Feuerwaffe ein hohes Abzugsgewicht, welches überwunden werden muss, um den Schuss auszulösen. Das hohe Abzugsgewicht existiert, damit sich kein Schuss ungewollt löst. Mit einem Stecher wird dieser Widerstand stark reduziert. Um den Stecher nutzen zu können, muss „eingestochen“ werden. Dies geschieht mechanisch und aus Sicherheitsgründen nur direkt vor der Schussabgabe. Der Zweck von Stechern ist es, bei der Schussabgabe das Verreißen der Waffe durch zu schnelles, ruckartiges oder kräftiges Abziehen, bedingt durch zu schwergängige Abzüge, zu verhindern. Mit Hilfe einer Stellschraube kann der gewünschte Abzugswiderstand des Stechers justiert werden.
Es existieren zwei verschiedene Stechertypen. Beim französischen- bzw. Rückstecher wird die Abzugszunge einfach nach vorne geschoben; der deutsche Stecher oder Doppelzüngelstecher besteht aus zwei Abzugszungen, wobei das vordere Züngel den eigentlichen Abzug bildet und die hintere Abzugszunge dem Einstechen dient.
Beide Systeme können auch, ohne vorheriges Einstechen, direkt abgezogen werden, dann allerdings mit wesentlich höherem Abzugswiderstand.

## Geschichte und Technik

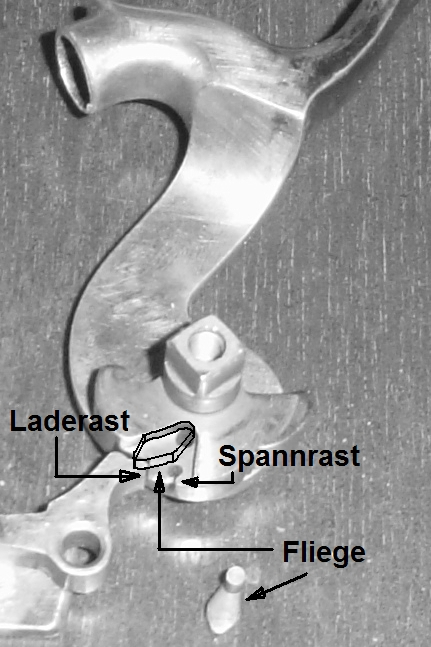
Eine Fliege in der Nuss erlaubt die Verwendung eines Stechers

Stecherabzüge gab es schon bei Armbrüsten. Der gewaltige Zug des gespannten Bogens bewirkte eine sehr hohe Abzugskraft bzw. einen sehr langen Abzugsweg. Das eine wie das andere ist für einen präzisen Schuss von Nachteil. Bei den sehr präzisen Radschlössern war die Abzugskraft – also der Widerstand des Abzugs – unbedeutend. Da der Drehpunkt des Abzuges aber noch oberhalb des Ansatzpunktes der Sperrklinke im Schloss war, entstand wieder ein ungünstig langer Hebelweg beim Abdrücken. Beide Probleme – Widerstand und langer Hebelarm – konnten durch einen „Tupfer“ oder Stecher überwunden werden, der praktisch ein Schloss am Schloss darstellt.
Während das Schloss seitlich in den Schaft der Waffe eingesetzt wird, befindet sich der Stecher in einem Schacht, der von unten in den Schaft geschnitten wird. Die Federkräfte, die ausreichen, um die Abzugsstange (Abzugsklinke) des Schlosses so weit anzuheben, dass sie aus ihrer Kerbe rutscht, sind kleiner als die Federkräfte des Schlosses, die man braucht, um beim Steinschloss Funken zu schlagen oder die später erfundenen Zündhütchen zu zünden. Daraus resultiert der geringe Widerstand. Der hintere Züngel ist der Fortsatz eines kleinen, federbelasteten Hammers, der, wie oben beschrieben, beim „Einstechen“ gespannt wird. Die Waffe wird in Anschlag gebracht, mit dem Zeigefinger eingestochen und ein leichtes Tupfen am vorderen Züngel reicht aus, um den Stecher gegen die Sperrklinke des Schlosses schlagen zu lassen.

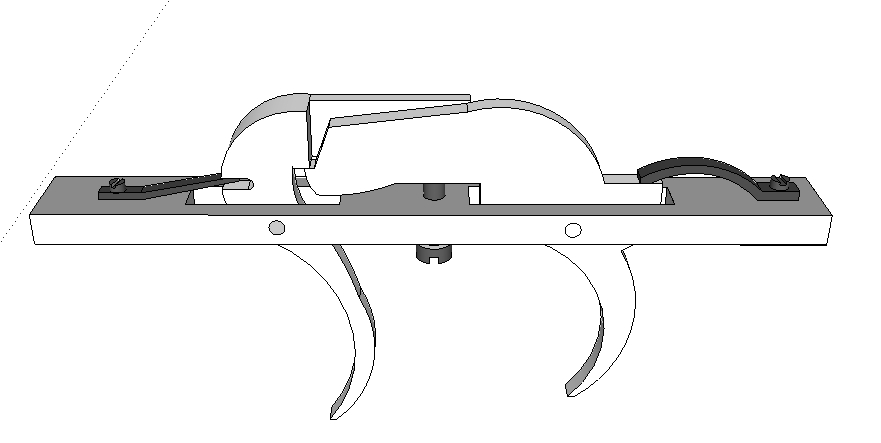
Deutscher Stecher eingestochen, mit der Schraube zwischen den Abzügen kann der Übergriff eingestellt werden

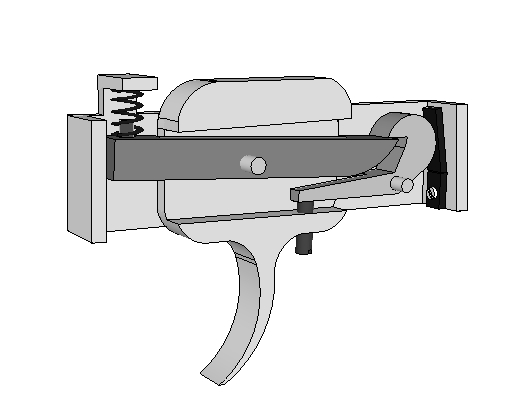
Französischer Stecher eingestochen, mit der Schraube hinter dem Abzug kann der Übergriff eingestellt werden

Bei diesen frühen Stechern hat der hintere Züngel die typische leicht gerundete Form eines Abzuges, während der vordere Züngel wie ein dünner Nagel senkrecht aus der Waffe herunterragt (Nadelstecher).
In der zweiten Hälfte des 18. Jahrhunderts kam man auf den Gedanken, diesen Auslöser massiver zu gestalten und ihn mit einem von außen nicht sichtbaren Fortsatz zu versehen, der es – nach hinten abgewinkelt – erlaubte, diesen vorderen Züngel wie einen konventionellen Abzug zu gebrauchen (siehe Bild). Der Schütze hatte jetzt die Wahl, ob er einstechen wollte oder nicht. Die Funktionsbereitschaft der Waffe hing davon nicht ab.
Der oben angesprochene französische Rückstecher wurde gegen Ende des 18. Jahrhunderts zuerst bei Luxuswaffen verwendet. Die Mimik ist wesentlich verwickelter. Beim Einstechen wird nicht der Züngel selbst gespannt, sondern ein von außen nicht sichtbares, federbelastetes Bauteil. Tupft man den Züngel jetzt an, wird die Sperre, die dieses Hämmerchen in Position hält, gelöst. Nicht eingestochen funktioniert der Stecher wie ein normaler Abzug.
Ein für die Verwendung des Stechers notwendiges Bauteil stellt die Fliege, auch Schleuderkeil genannt, dar. Damit sich der keilförmige vordere Teil der Abzugsstange des Stein- oder Perkussionsschlosses nicht in der Halb- oder Laderast verhakt, nachdem der Stecher die Abzugstange aus der Voll- oder Spannrast geschlagen hat und der Hahn sich unter der Last der Feder in Bewegung gesetzt hat, schnitten die Schlossschmiede eine Aussparung über beide Rasten hinweg in die Nuss oder Hahnwelle.
In dieser Aussparung kann sich die Fliege, ein keilförmiges kleines Bauteil, hin und her bewegen.
Wird der Hahn neu gespannt, drückt die Abzugsstange die Fliege erst vor die Vollrast und rastet in der Laderast fest. Jetzt kann die Zündpfanne mit Pulver gefüllt und geschlossen werden, bzw. ein Zündhütchen wird auf das Piston der Perkussionswaffe gesetzt. Die Waffe ist gesichert. Spannt man den Hahn zur Schussabgabe vollständig, so rutscht die Abzugsstange in die Vollrast und die Fliege springt über die Halbrast, was ein Verhaken der Abzugsstange in dieser Position wirksam verhindert.
Bei modernen Wettkampfwaffen ist der Stecher üblicherweise bei der Freien Pistole zu finden. Da bei dieser Disziplin die Scheibenentfernung mit 50 m ungewöhnlich groß ist, soll dem Schützen mittels Stecher eine gewisse Erleichterung durch eine geringere Abzugskraft verschafft werden.